# Palle Schultz
Palle Schultz (ur. 1959, zm. w grudniu 1984 w Kopenhadze) – duński hokeista, reprezentant Danii.
Wychowanek klubu Hvidovre IK, w którym grał w sezonach ligi duńskiej od 1975 do 1981. Od 1981 był zawodnikiem Herlev IK.
W barwach reprezentacji seniorskiej Danii uczestniczył w turnieju mistrzostw świata Grupy C w 1983.
Na początku grudnia 1984 podczas meczu ligowego został trafiony kijem w szyję i w wyniku doznanych obrażeń zmarł kilka dni później w szpitalu w Kopenhadze (przyczyną zgonu było uszkodzenie tętnicy prowadzącej do mózgu).
Jego syn Brian (ur. 1981) także został hokeistą.

## Sukcesy
Klubowe
- Brązowy medal mistrzostw Danii: 1983 z Herlev IK
- Złoty medal mistrzostw Danii: 1984 z Herlev IK